# Mary Helen Stefaniak
Mary Helen Stefaniak (Milwaukee, 22 gennaio 1951) è una scrittrice statunitense.

## Biografia
Nata a Milwaukee nel 1951 dall'agente di polizia George Thomas e da Mary Elleseg, vive e lavora tra Iowa City e Omaha.
Dopo un B.A. alla Marquette University nel 1973, ha studiato all'Università del Wisconsin-Madison e all'Università dell'Iowa dove ha conseguito un Master of Fine Arts nel 1984.
Ha esordito nella narrativa nel 1997 con la raccolta di racconti Self Storage and Other Stories e in seguito ha pubblicato due romanzi: Il turco di mia madre nel 2004 e The Cailiffs of Baghdad, Georgia nel 2010, vincendo con quest'ultimo l'Anisfield-Wolf Book Award l'anno successivo.
Docente presso la Pacific University di Forest Grove, ha insegnato per 19 anni alla Creighton University, ritirandosi nel 2017.

## Opere principali

### Romanzi
- Il turco di mia madre (The Turk and My Mother, 2004), Torino, Einaudi, 2007 traduzione di Federica Oddera ISBN 978-88-06-17018-9.
- The Cailiffs of Baghdad, Georgia (2010)

### Raccolte di racconti
- Self Storage and Other Stories (1997)

## Premi e riconoscimenti
- Anisfield-Wolf Book Award: 2011 vincitrice nella sezione "Narrativa" con The Cailiffs of Baghdad, Georgia